# Parque Madrid Río

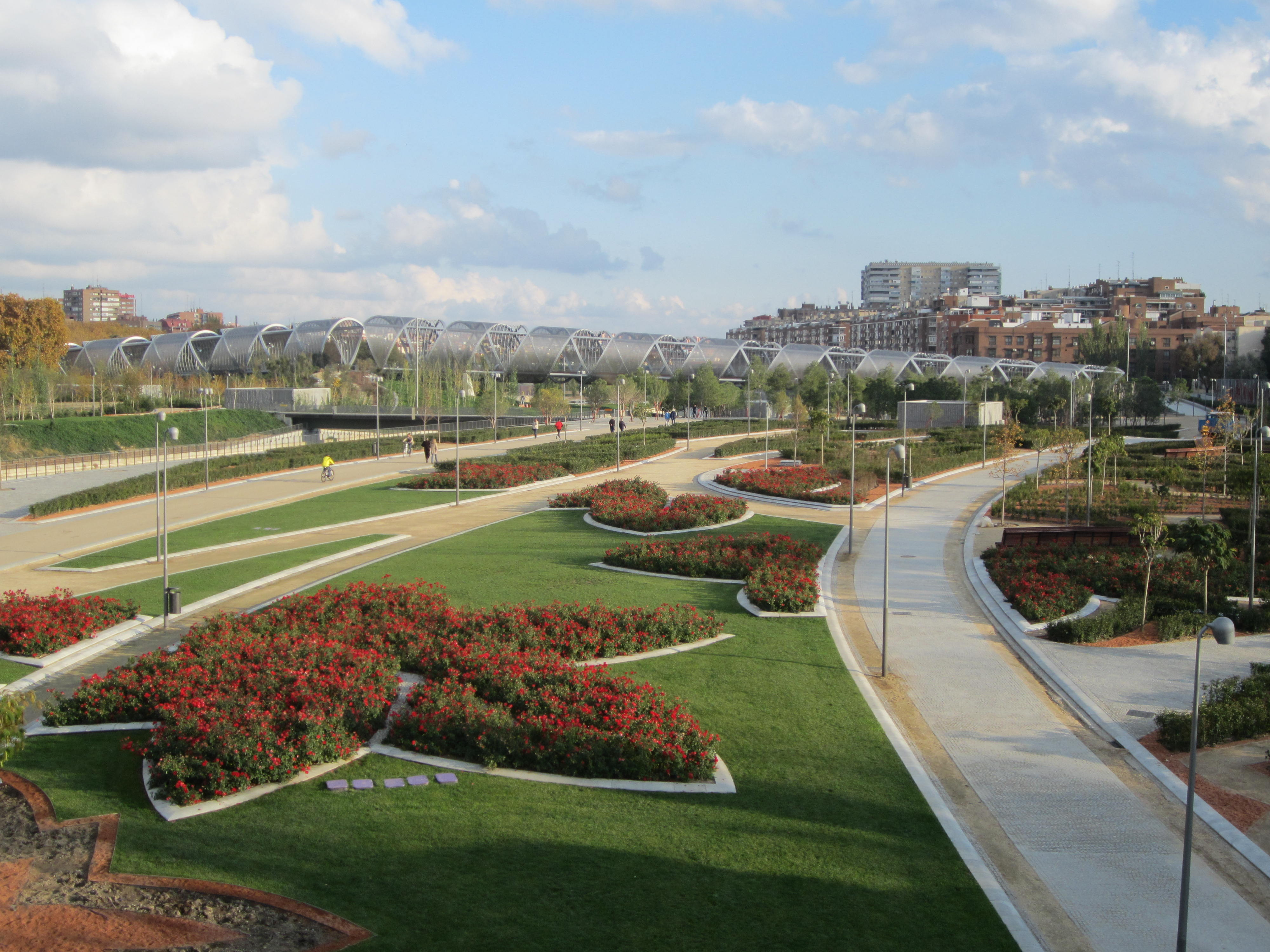
Der Parque Madrid Río, im Hintergrund eine Fußgängerbrücke

Der Parque Madrid Río ist ein öffentlicher Landschaftspark in der spanischen Hauptstadt Madrid, direkt am Fluss Manzanares gelegen. Er ist entstanden in den Jahren 2006 bis 2012 und war eines der anspruchsvollsten Begrünungsprojekte in Europa, mit geschätzten Kosten von etwa vier Milliarden Euro. Dazu wurde die neben dem Fluss verlaufende Stadtautobahn M-30 über mehrere Kilometer hinweg untertunnelt und unter den heutigen Park verlegt. Dieser erstreckt sich über eine Fläche von insgesamt etwa 120 Hektar und ist damit etwas größer als der Parque del Retiro. Planerisch verantwortlich waren dafür die Architekturbüros Team West 8 aus den Niederlanden sowie Mrio Arquitectos aus Madrid.
In den Medien wurde dieses Projekt aufgrund der notwendigen finanziellen und materiellen Anstrengungen als „Stadtentwicklungsprojekt der Superlative“ bezeichnet und vor dem Hintergrund der öffentlichen Finanzsituation auch teilweise kritisch beäugt. So wurden z. B. mehr als 5500 neue Bänke aufgestellt, 33 Brücken neu errichtet oder saniert und mehr als 33.000 neue Bäume gepflanzt. All das, „nur“ um Lebensqualität und innerstädtische Grünflächen zu mehren. Mittlerweile ist der Park jedoch sowohl bei Madrilenen als auch bei Touristen zu einem Anziehungspunkt geworden.